# Johann Ludwig von Wallmoden-Gimborn

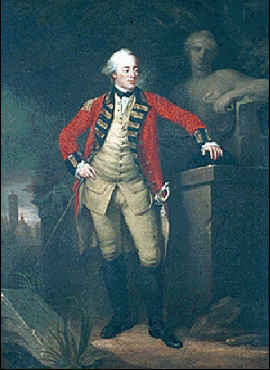
Johann Ludwig von Wallmoden-Gimborn als Freund italienischer Kunst

Reichsgraf Johann Ludwig von Wallmoden-Gimborn (* 22. April 1736 in Hannover; † 10. Oktober 1811 ebenda) war ein kurhannoverscher Feldmarschall und Kunstsammler.

## Leben
Johann Ludwig kam als unehelicher Sohn des britischen Königs Georg II. (1683–1760) und dessen Mätresse Amalie Sophie von Wallmoden, geb. von Wendt (1704–1765), spätere Countess of Yarmouth, zur Welt. Zwar war seine Mutter mit Graf Adam Gottlieb von Wallmoden (1704–1752) verheiratet, aber gegen eine Zahlung von 1000 Dukaten war dieser bereit, seine Ansprüche zurückzustellen. Der 1736 geborene Sohn wurde offiziell als ehelich anerkannt und erhielt den Namen Graf von Wallmoden-Gimborn. Die Ehe wurde 1740 geschieden.

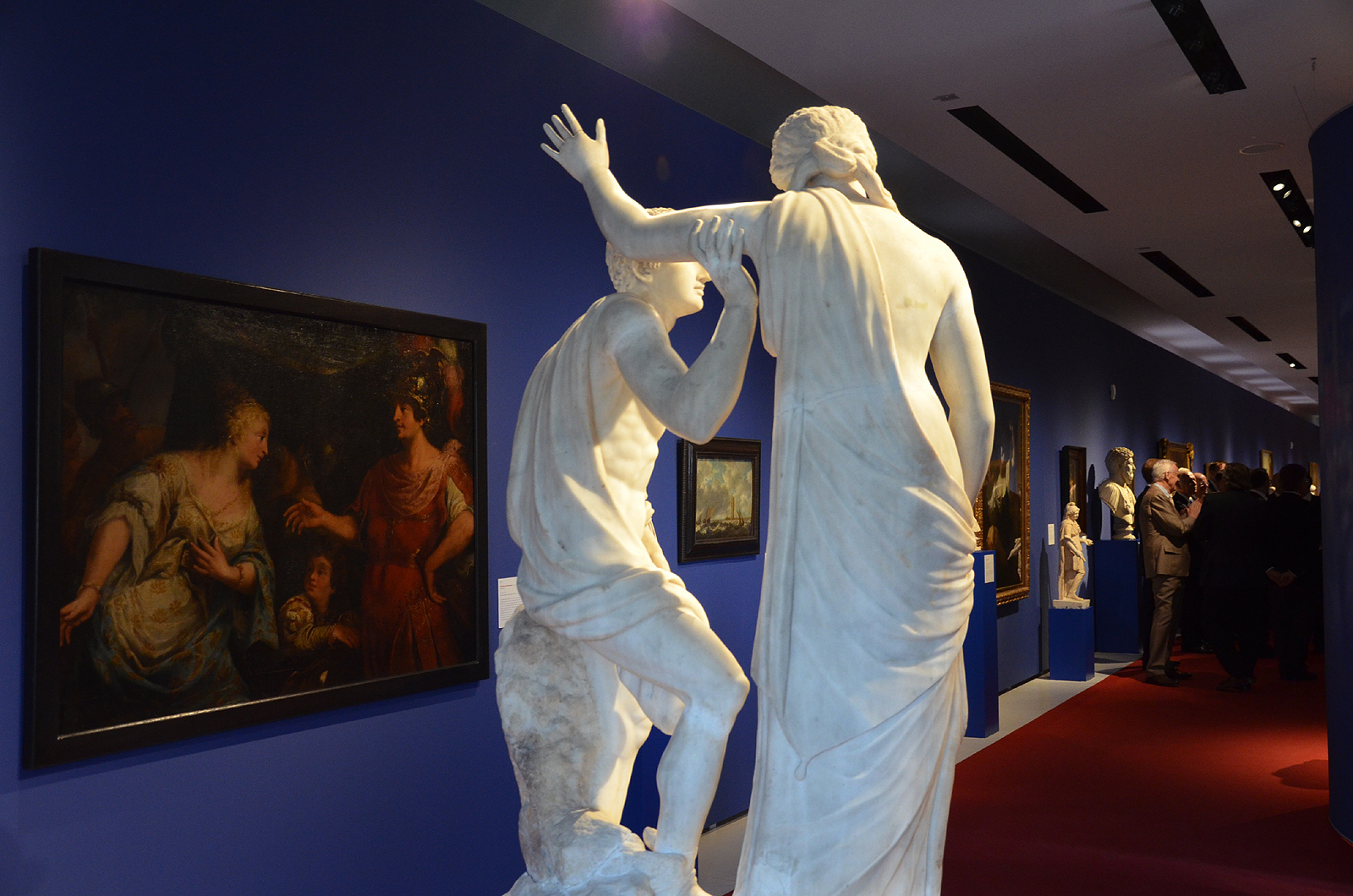
Teile der wieder zusammengestellten Kunstsammlung im Museum im Schloss Herrenhausen 2014 während der Niedersächsischen Landesausstellung Als die Royals aus Hannover kamen

Nach dem Tod der Königin Caroline (1683–1737) plädierte der damalige Premierminister Robert Walpole dafür, Amalie Sophie von Wallmoden von Hannover nach England zu holen. Sie sollte die Stelle als offizielle Mätresse (französisch: maîtresse en titre) bei König Georg II. einnehmen. Dadurch wuchs Johann Ludwig im St James’s Palace und Kensington Palace auf. Als illegitimer Sohn des Königs bekam der junge von Wallmoden eine umfassende Erziehung, und nach seiner Ausbildung ging er auf Kavalierreise nach Italien. Im Zuge dieser Unternehmung legte er sich unter sachkundiger Anleitung des Altertumsforschers Johann Joachim Winckelmann als Cicerone eine umfangreiche Sammlung antiker Marmorstatuen, Büsten und Reliefs zu. Nach seiner Reise trat er in den kurhannoverschen Militärdienst ein und stieg bis zum Generalmajor auf. 1751 wurde er Domherr in Lübeck.

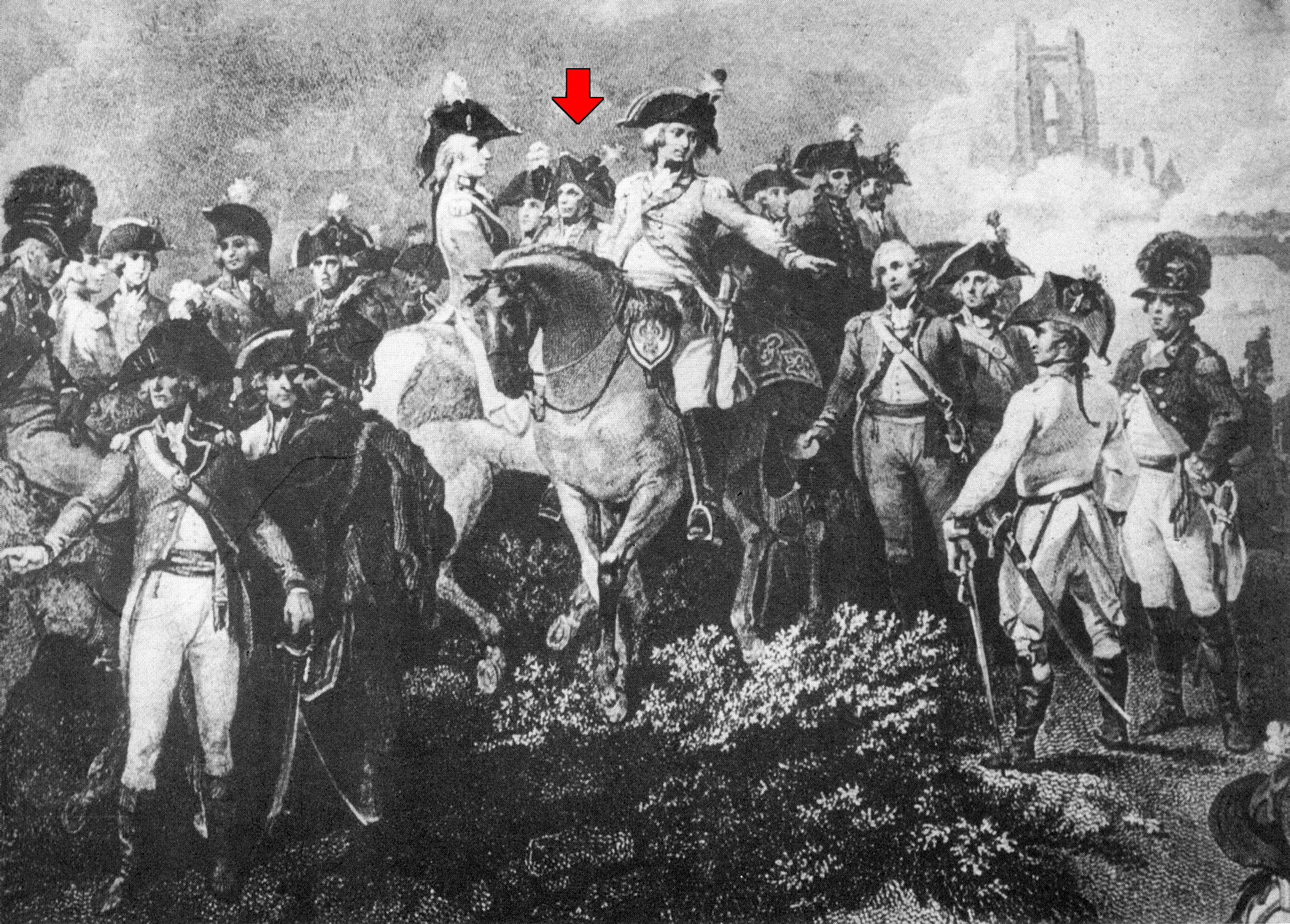
Ausschnitt aus dem Gemälde „Die Eroberung von Valencienne am 28. Juli 1793“ von P. I. de Loutherbourg. Graf von Wallmoden-Gimborn ist dargestellt zwischen den beiden englischen Prinzen.

Johann Ludwig von Wallmoden-Gimborn war Mitglied der Freimaurerloge Friedrich in Hannover und 1763/1764 deren Meister vom Stuhl.
Im Jahr 1768 erwarb von Wallmoden einige Gärten bei Hannover und fasste sie zum Wallmodengarten zusammen, woraus der Georgengarten entstand. 1782 ließ dort das Wallmoden-Palais errichten, das später seine berühmte antike Kunstsammlung beherbergte.
Zusätzlich zu seinem ererbten Gut Heinde erwarb von Wallmoden 1782 von Fürst Johann I. zu Schwarzenberg die Reichsherrschaft Gimborn in Westfalen und wurde von Kaiser Joseph II. am 17. Januar 1783 zu Wien unter dem Namen Wallmoden-Gimborn und mit entsprechender Wappenbesserung in den Reichsgrafenstand erhoben. Gleichzeitig erlangte er Sitz und Stimme im westfälischen Reichsgrafenkollegium und damit die Reichsstandschaft.

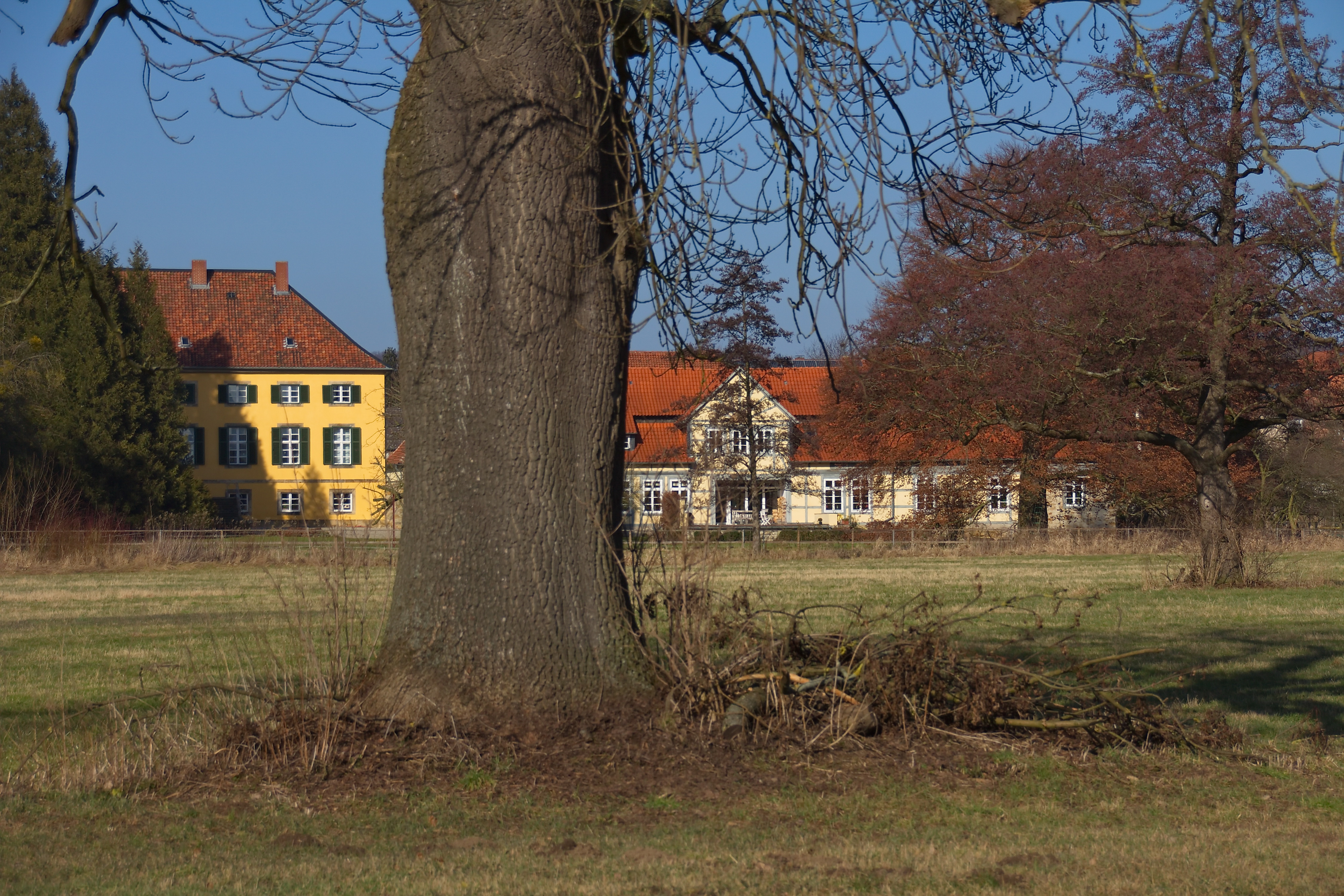
Rittergut Heinde bei Hildesheim

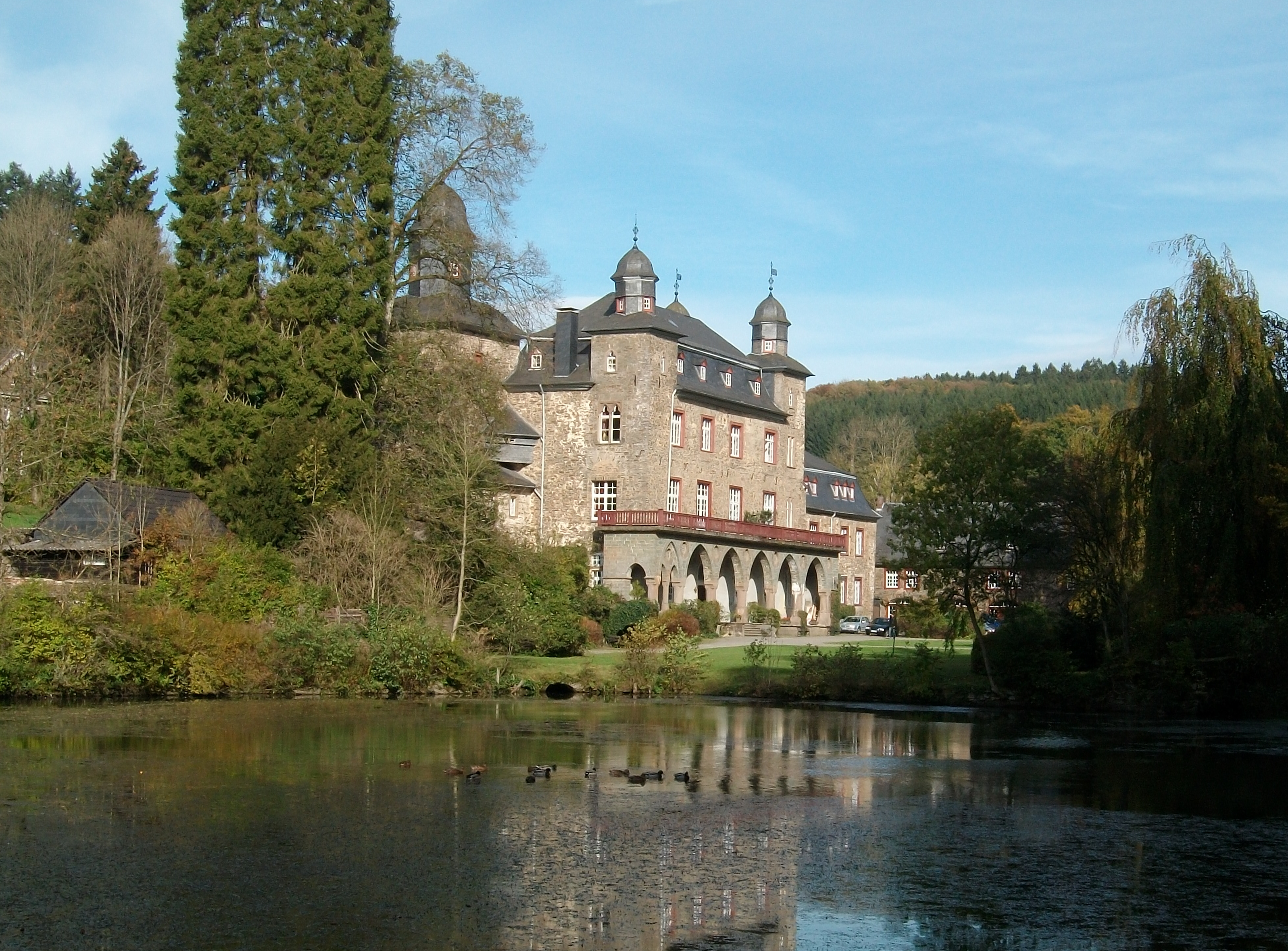
Schloss Gimborn, Bergisches Land

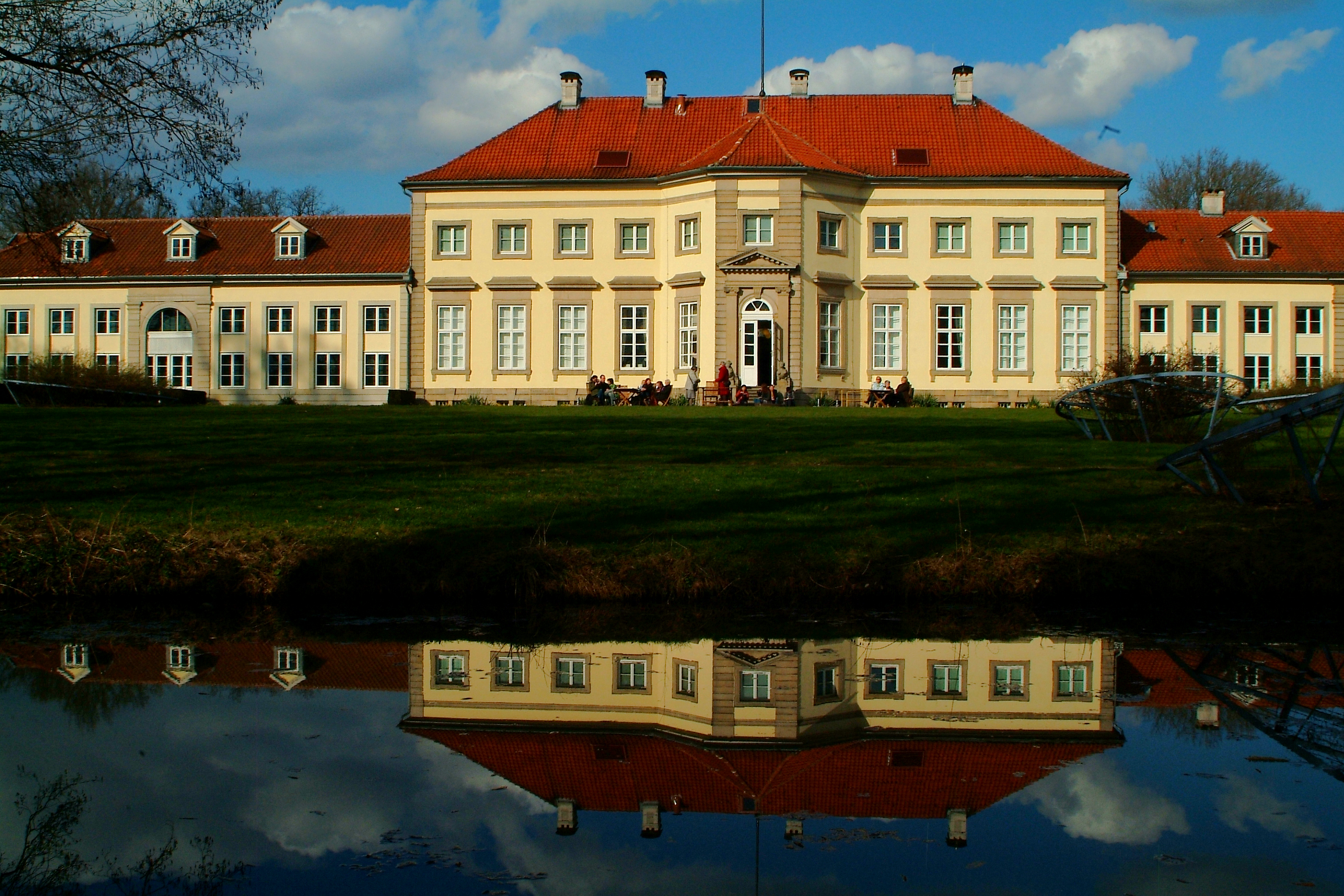
Wallmoden-Palais im Georgengarten, Hannover

Nach dem Tod des Grafen Philipp II. zu Schaumburg-Lippe (1723–1787) wurde von Wallmoden-Gimborn neben der Witwe Prinzessin Juliane von Hessen-Philippsthal der Vormund des unmündigen Sohnes und Erben Georg Wilhelm (1784–1860).
In den Jahren von 1790 bis 1811 war Johann Ludwig von Wallmoden-Gimborn Ehrenmitglied der Preußischen Akademie der Künste in Berlin.
Obwohl er ohne nennenswerte militärische Erfahrung war, wurde Wallmoden im Ersten Koalitionskrieg der Befehl über ein im Dezember 1794 und Januar 1795 am Waal aufgestelltes hannoversches Korps übertragen. Als die von General Jean-Charles Pichegru geführten französischen Truppen vorrückten, zog Wallmoden sich zurück.
Am 5. Juli 1803 unterzeichnete Wallmoden als Oberbefehlshaber der kurhannoverschen Armee die Konvention von Artlenburg und kapitulierte damit vor den einmarschierten napoleonischen Truppen. Mit dem Ende des Heiligen Römischen Reiches 1806 wurde die souveräne Herrschaft Gimborn durch die Rheinbund-Akte dem Großherzogtum Berg zugeschlagen, das Napoleon seinem Schwager Joachim Murat übertrug. Wallmodens Erben verkauften 1813 das entlegene Schloss Gimborn und den zugehörigen Landbesitz.
Johann Ludwig Graf von Wallmoden-Gimborn wurde im Erbbegräbnis der Familie in Heinde bei Hildesheim bestattet. Seine bedeutende, fast 600 Werke umfassende Gemäldesammlung wurde 1818 versteigert und in die ganzen Welt verstreut. Etwa 70 Gemälde gelangten in den Besitz des Unternehmers und Politikers Bernhard Hausmann. Im Rahmen der Niedersächsischen Landesausstellung 2014 zum 300. Jubiläum der Personalunion zwischen Großbritannien und Hannover wurde im Schloss Herrenhausen unter dem Obertitel Als die Royals aus Hannover kamen mit über 100 Exponaten eine Rekonstruktion der ehemaligen Wallmoden’schen Galerie präsentiert. Mit Leihgaben aus privaten und institutionellen Sammlungen in Europa und Nordamerika wurden in der vom Kunsthistoriker Ralf Bormann vom Niedersächsischen Landesmuseum Hannover kuratierten Ausstellung erstmals seit 200 Jahren wieder Teile der Antiken- und Gemäldesammlung zusammengeführt.
Nach Johann Ludwigs Tod erwarb König Georg IV. die antike Skulpturenkollektion, Wallmodens Büchersammlung von über 8000 Bänden ging bereits 1813 an seinen Großneffen, den Vizekönig Adolf Heinrich, Herzog von Cambridge. Die Antikensammlung ist noch immer im Besitz der Welfen und seit 1979 als Dauerleihgabe im Archäologischen Institut der Universität Göttingen zu sehen.

## Sammlung Wallmoden
Die seit 1764 entstandene private Sammlung von Johann Ludwig von Wallmoden-Gimborn umfasste wenigstens 849 Gemälde, zumeist Historienbilder und niederländische und italienische Landschaftsgemälde, über 8000 Bücher und 80 Skulpturen, davon 44 antike Originale des 1. bis 3. Jahrhunderts. Letztere befanden sich als Sammlung Wallmoden von 1979 bis 2023 als Leihgabe der Welfen im Archäologischen Institut der Universität Göttingen.

## Familie
In erster Ehe heiratete Johann Ludwig von Wallmoden am 18. April 1766 in Hannover Charlotte Christiane Auguste Wilhelmine von Wangenheim (1740–1783). Aus der Ehe gingen fünf Kinder hervor:
- Ernst Georg August (1767–1792) – ohne Nachkommen
- Ludwig Georg Thedel (1769–1862), österreichischer General der Kavallerie – ohne Nachkommen
- Georgine Charlotte Auguste (1770–1859)

⚭ 1791 Freiherr Karl August von Lichtenstein (geschieden 1795)
⚭ 1796 Friedrich Abraham Wilhelm Graf von Arnim-Zichow (1767–1812) (geschieden 1806)
⚭ 1824 le Marchant de Charmont, Marquis le Marchant de Charmont
- Wilhelmine Magdalene Friederike (1772–1819) ⚭ 1793 Freiherr Heinrich Friedrich Karl vom Stein (1757–1831), preußischer Staatsminister und Reformer
- Friedrike Eleonore Juliane ((* 12. Juli 1776; † 18. Februar 1826)) ⚭ Ludwig Friedrich Graf von Kielmansegg (1765–1850); Eltern von Eduard

In zweiter Ehe heiratete von Wallmoden-Gimborn am 3. August 1788 in Bückeburg Freiin Luise Christiane von Lichtenstein (1763–1809), Tochter von Freiherr Friedrich Karl von Lichtenstein und Charlotte Ernestine von Berckefeld. Aus der Ehe gingen drei Kinder hervor:
- Karl August Ludwig (1792–1883), österreichischer Geheimrat und Feldmarschallleutnant ⚭ 1833 Zoe Gräfin von Grünne (Tochter von Philipp Ferdinand); mit ihm erlosch die gräfliche Linie Oberhaus Wallmoden.
- Adolf Franz James Wilhelm (1794–1825)
- Luise Henriette (1796–1851) ⚭ 1816 Karl Julius Heinrich Graf von Rottenhan (1791–1847)